# Velika Plaža
Velika Plaža (en cyrillique monténégrin : Велика Плажа ; « Grande plage ») est une plage de la municipalité d'Ulcinj, au Monténégro. Elle s'étend du port Milena à Ulcinj jusqu'à la rivière Bojana, qui la sépare d'Ada Bojana.

## Aperçu
La longueur de la plage de sable est de 12 kilomètres, l'une des plus longues d'Europe et la plus longue plage du Monténégro.
La plage de Velika Plaža est le premier site de kitesurf sur la côte adriatique.
Le New York Times a inclus Velika Plaža et la côte sud du Monténégro dans un classement des meilleures destinations de voyage pour 2010.

## Développement futur
Velika Plaža est un atout naturel du Monténégro que le gouvernement espère voir développé dans le cadre de la stratégie de développement touristique du pays, mais de manière respectueuse de l'environnement. Le vaste arrière-pays de la plage est en grande partie non aménagé, il s'agit donc potentiellement du site du plus grand investissement sur la côte monténégrine.